# لوتسویلر
لوتسویلر (به فرانسوی: Loutzviller) یک کمون در فرانسه است که در Canton of Volmunster واقع شده‌است.

## خصوصیات
لوتسویلر ۳٫۲۲ کیلومترمربع مساحت و ۱۴۸ نفر جمعیت دارد و ۲۹۰ متر بالاتر از سطح دریا واقع شده‌است.